# Діді Троттер
Діді Троттер  (англ. DeeDee Trotter, 8 грудня 1982) — американська легкоатлетка, олімпійська чемпіонка.

## Виступи на Олімпіадах
| Олімпіада   | Дисципліна              | Місце     |
| ----------- | ----------------------- | --------- |
| Афіни 2004  | біг на 400 метрів       | 5         |
| Афіни 2004  | естафета 4 x 400 метрів | 1         |
| Пекін 2008  | біг на 400 метрів       | 7 h3 r2/3 |
| Лондон 2012 | біг на 400 метрів       | 3         |
| Лондон 2012 | естафета 4 x 400 метрів | 1         |